# ویلیام اورپن
ویلیام اورپن (انگلیسی: William Orpen; ۲۷ نوامبر ۱۸۷۸ – ۲۹ سپتامبر ۱۹۳۱) نقاش اهل بریتانیا بود.